# Protektanty herbicydowe
Protektanty herbicydowe, antidotum herbicydowe, sejfner herbicydowy – grupa różnych związków chemicznych stosowanych w celu ograniczenia uszkodzeń rośliny chronionej (przede wszystkim traw) przez niektóre herbicydy o małej selektywności, bez zmniejszania aktywności herbicydu w przypadku roślin zwalczanych. Protektanty herbicydowe modyfikują ekspresję genów kodujących metabolizm herbicydów w roślinie chronionej, sprzyjając szybszemu i pełniejszemu procesowi detoksykacji substancji aktywnej.
Najczęściej protektant wchodzi w skład formulacji herbicydów zawierających substancję aktywną z grup tiokarbaminianów i chloroacetamidów, stosowanych w chemicznej ochronie kukurydzy, sorga i ryżu.

## Historia
Sejfnery zostały przypadkowo odkryte w latach 40. XX w. Pierwszym komercyjnie stosowanym związkiem tego typu był 1,8-bezwodnik naftalowy, opracowany w 1971 roku w celu ochrony kukurydzy przed uszkodzeniami wywołanymi przez herbicydy tiokarbaminianowe. Jest to protektant najbardziej uniwersalny, zdolny do ochrony rozmaitych roślin przed różnorodnymi herbicydami.
W 2015 r. znanych było około 20 sejfnerów herbicydowych.